# Eporectis grisea
Eporectis grisea là một loài bướm đêm trong họ Noctuidae.